# Cornelius Wouters
Cornelius Wouters (ca. 1500 - na 1577) was een Brugs kanunnik en humanist. Als humanist werd hij Cornelius Walterius of Cornelius Gualtherus genoemd.

## Levensloop
Cornelis Wouters was een zoon van Jan Wouters, heer van Vinderhoute en raadsheer bij de Raad van Vlaanderen in Gent. Een oudere broer van Cornelius, Lieven Wouters, was ontvanger-generaal van financies onder koning Filips II van Spanje. 
In 1529 nam Cornelius een prebende over van kanunnik van de Sint-Donaaskerk, van de overleden kanunnik Peter Bracman. Hij verbleef toen in Leuven, waar hij studeerde. In 1534 kwam hij naar Brugge en vroeg de erkenning als residerende kanunnik, om hierdoor de riante vergoeding te ontvangen die hieraan verbonden was. Het kapittel had weinig zin om daar op in te gaan, aangezien Wouters alleen maar de tonsuur had gekregen en er ook weinig zekerheid was dat hij wel in Brugge zou resideren.
Zijn vader kwam daarop naar Brugge en samen met stadsthesaurier Jan Claysseune meldde hij zich aan bij het kapittel om de vraag van zijn zoon kracht bij te zetten. De prebende vereiste het priesterschap niet, zo betoogde hij, en trouwens Cornelius dacht er niet aan priester te worden. Als hij de residentievergoeding niet zou krijgen, zou het de moeite niet lonen de prebende op te nemen, zo vervolgde hij.
In september 1534 gaf het kapittel, onder voorzitterschap van deken Marcus Laurinus, toe aan de vraag van Cornelius. Of hij nadien voldoende in Brugge resideerde is niet duidelijk. Alvast liet hij in 1541 weten dat hij weer naar Leuven trok, om er verder te studeren. Vervolgens, vanaf 1544 begon hij aan een lange reis doorheen Italië en Frankrijk, samen met kanunnik en theoloog Joris Cassander. Vanaf 1549 vestigde zich het tweetal in Keulen en vervolgens in Duisburg. Af en toe kwamen ze nog eens naar de Nederlanden en meer in het bijzonder naar Brugge terug.
Wouters werd de morele en financiële ondersteuner van de door ziekten geplaagde Cassander en werd zelfs zijn secretaris. Na diens dood in 1566 bekommerde hij zich om zijn intellectuele nalatenschap en zorgde er voor dat zijn belangrijke tekst Consultatio de articulis religionis inter catholicos et protestantes gepubliceerd werd.